# Kozí hřbety (Vítkovská vrchovina)
Kozí hřbety s nadmořskou výškou 357 m je skalnatý a zalesněný kopec nad výrazným ohbím řeky Moravice (povodí řeky Odra). Nachází se na levém břehu Moravice v jihovýchodní části katastrálního území města Hradec nad Moravicí v okrese Opava ve Vítkovské vrchovině (součást pohoří Nízký Jeseník) v Moravskoslezském kraji a v Horním Slezsku. Pod úzkým sedlem mezi kopcem Kozí hřbety a Polomec je u Weisshuhnova jezu proražen tunel vodního Weisshuhnova kanálu (tzv. Papírenský náhon). Tunel kanálu začíná stavidem a má délku 45 m. Celý kanál je technickou památkou. Kanál vede vodu až do Žimrovic. Na vrchol kopce, který je celoročně volně přístupný, vede lesní silnice a lesní stezka.

## Galerie

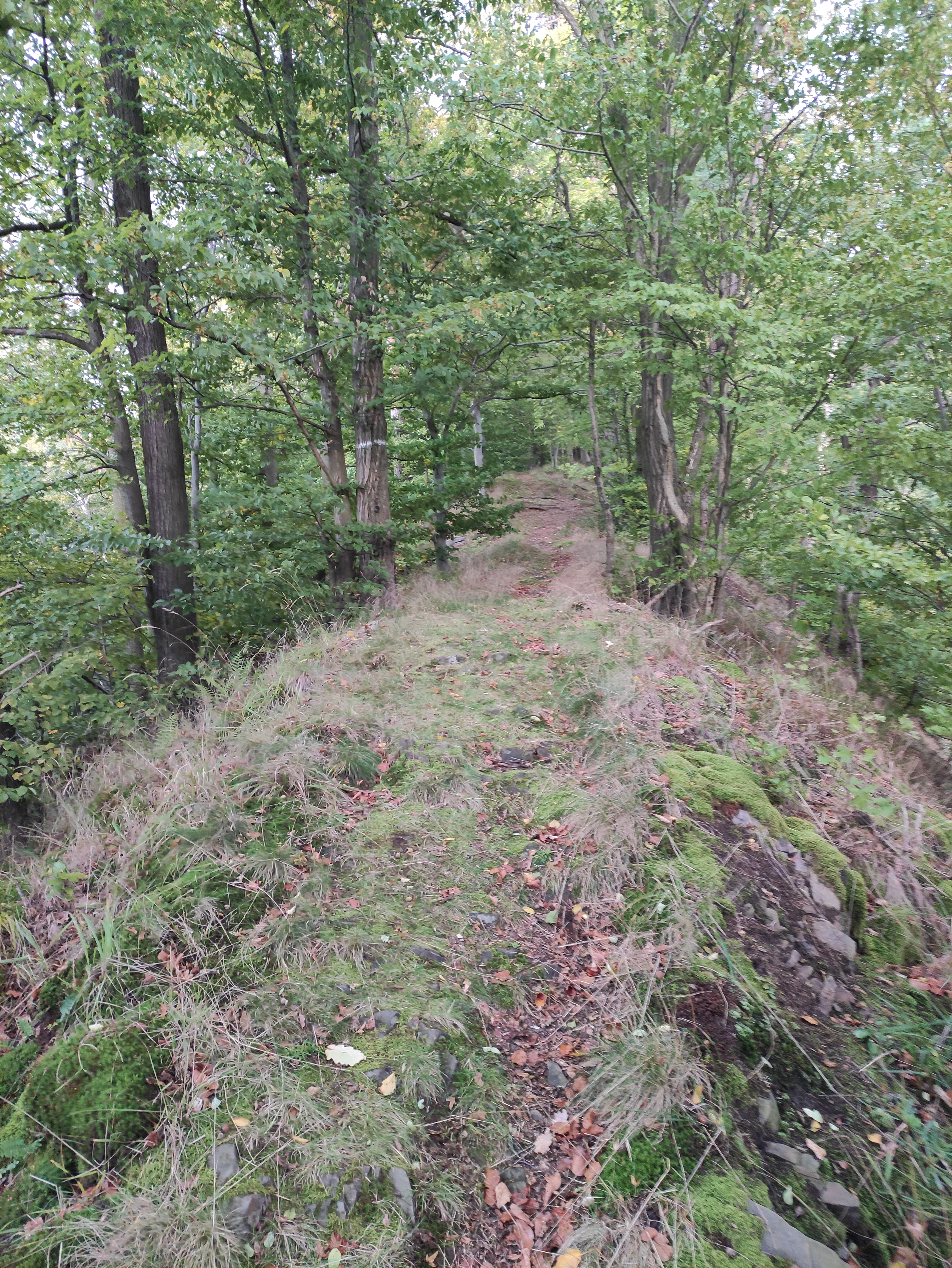
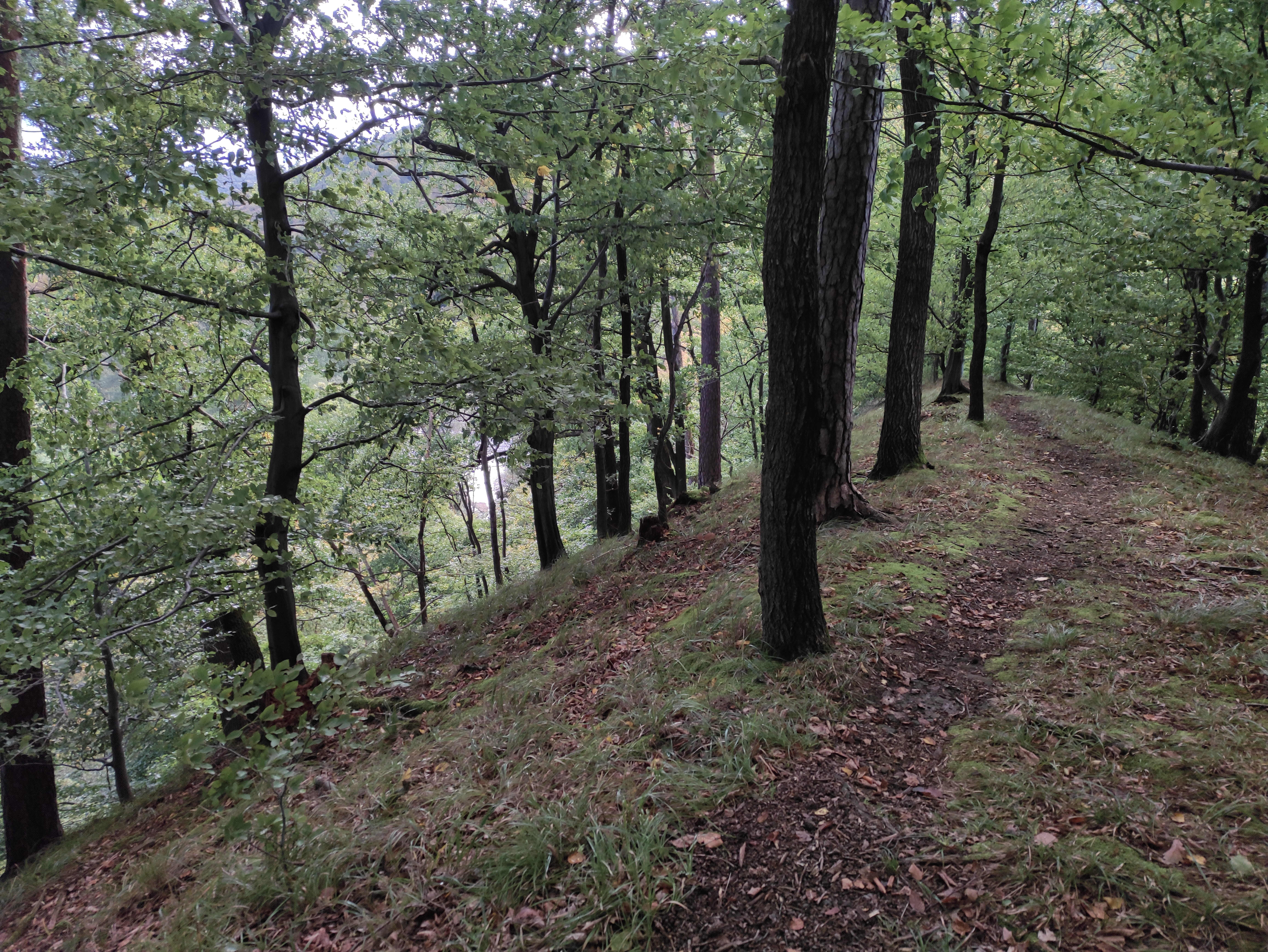